# リュメヴィル＝アン＝オルノワ
リュメヴィル＝アン＝オルノワ（Luméville-en-Ornois）はかつて存在したフランス共和国ムーズ県のコミューム。 トゥライユ＝ス＝ボワと合併し、ゴンドルクール＝ル＝シャトーとなった。
歴史家のフェルナン・ブローデルの出生地として有名である。
1973年1月1日（1972年12月1日付けの県令）、トゥライユ＝ス＝ボワと合併し、同時にゴンドルクール＝ル＝シャトーの一部となるが、この合併と統合の後、そのステータスは関連するコミューン（「Communeassociée」  ）になる。
ホテルやレストランの椅子、座席、ベッドのメーカーであるJFMouginot社がこの地域にある。 その顧客にはオテル・リッツ・パリや在フランス・アメリカ合衆国大使館、ドービルカジノ、モスクワ大統領官邸、さまざまな3つ星および4つ星ホテル、ホリデイ・インやベストウエスタンホテルズなどのチェーンがある。

## 参考
1. ↑  Commune associée – article in the French Wikipedia
2. ↑  J.F. Mouginot Company website